# Мамаевский
Мама́евский — посёлок в Кемеровском районе Кемеровской области. Входит в состав Ягуновского сельского поселения.

## География
Посёлок расположен в 7 км от границы города Кемерово. В Мамаевском берёт своё начало река Искитимка, которая впадает в Томь. Посередине посёлка есть пруд, максимальная глубина 6 метров.
Центральная часть населённого пункта расположена на высоте 172 метров над уровнем моря.

### Уличная сеть
Восточная, Дачная, Мирная, Южная.

## Население
| 2010 |
| ---- |
| 161  |

По данным Всероссийской переписи населения 2010 года, в посёлке Мамаевский проживает 161 человек (89 мужчин, 72 женщины).

## Экономика
На территории посёлка расположен логистический центр ЗАО «Тандер» торговой сети «Магнит», продуктовая точка. В советское время имелся совхоз.

## Транспорт
Из города Кемерово в посёлок курсируют автобусы по маршрутам № 106 и № 135. Билет 24 рубля.